# Kollektion
Eine Kollektion (auch Kollektionage) ist eine Auswahl oder Zusammenstellung von Waren oder Musterstücken. Der Begriff wird in diesem Sinne überwiegend in der Modebranche verwendet.
Bekleidungshersteller und Händler unterscheiden zwischen Sommer- und Winterkollektion, oft auch als Frühlings-/Sommerkollektion und Herbst-/Winterkollektion bezeichnet. Die Kleidung wird zielgerecht zur Jahreszeit produziert und zum Verkauf angeboten. Die Modedesigner präsentieren auf dem Laufsteg der Modeschauen jeweils eine Kollektion. Diese trägt in der Regel einen Namen, welcher die Thematik oder Modestimmung transportieren soll.